# 千葉港體育館
千葉港體育館(日语：千葉ポートアリーナ)是位於日本千葉市的室內體育館。千葉噴射機船橋以此為第二主場。

## 設施
- 主館 - 2,730平方公尺 （63.5公尺×40公尺）
- 副館 - 769.6平方公尺 （38.0公尺×22公尺）

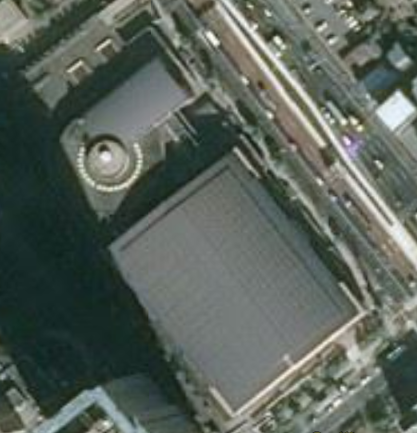
衛星視圖

35°36′11″N 140°6′42″E / 35.60306°N 140.11167°E